# 雲林縣高級中等學校列表
本列表列舉雲林縣現有的高級中等學校。共計有公私立普通型高中13所、公私立技術型高中7所及1所特殊教育學校。
| #  | 學校名稱                       | 學校類型     | 學校地址                    | 網址                                                   |
| 1  | 國立虎尾高級中學               | 普通型       | 雲林縣虎尾鎮光復路222號     | https://www.hwsh.ylc.edu.tw （页面存档备份，存于）     |
| 2  | 國立斗六高級中學               | 普通型       | 雲林縣斗六市民生路224號     | https://www.tlsh.ylc.edu.tw （页面存档备份，存于）     |
| 3  | 國立北港高級中學               | 普通型       | 雲林縣北港鎮成功路26號      | http://www.pksh.ylc.edu.tw/ （页面存档备份，存于）     |
| 4  | 雲林縣立斗南高級中學           | 普通型       | 雲林縣斗南鎮中山路212號     | https://dnsh.ylc.edu.tw/ （页面存档备份，存于）        |
| 5  | 雲林縣立麥寮高級中學           | 普通型       | 雲林縣麥寮鄉中興路310號     | https://mljh.ylc.edu.tw/ （页面存档备份，存于）        |
| 6  | 雲林縣私立正心高級中學         | 普通型       | 雲林縣斗六市正心路1號       | http://www.shsh.ylc.edu.tw/ （页面存档备份，存于）     |
| 7  | 雲林縣私立永年高級中學         | 普通型       | 雲林縣土庫鎮建國路13號      | http://www.ynhs.ylc.edu.tw/ （页面存档备份，存于）     |
| 8  | 雲林縣私立揚子高級中學         | 普通型       | 雲林縣虎尾鎮林森路二段541號 | http://www.ytjh.ylc.edu.tw/ （页面存档备份，存于）     |
| 9  | 雲林縣私立巨人高級中學         | 普通型       | 雲林縣北港鎮大同路647號     | http://www.tssh.ylc.edu.tw/ （页面存档备份，存于）     |
| 10 | 雲林縣私立義峰高級中學         | 普通型       | 雲林縣林內鄉長源路201號     | http://www.yfsh.ylc.edu.tw/ （页面存档备份，存于）     |
| 11 | 雲林縣私立文生高級中學         | 普通型       | 雲林縣四湖鄉中正路509號     | http://www.svsh.ylc.edu.tw/ （页面存档备份，存于）     |
| 12 | 雲林縣私立福智高級中學         | 普通型       | 雲林縣古坑鄉平和路20號      | http://www.bwjh.ylc.edu.tw/ （页面存档备份，存于）     |
| 13 | 雲林縣私立維多利亞實驗高級中學 | 普通型       | 雲林縣斗六市鎮南路1110號    | http://www.victoria.ylc.edu.tw/ （页面存档备份，存于） |
| 14 | 國立斗六高級家事商業職業學校   | 技術型       | 雲林縣斗六市成功路120號     | http://www.tlhc.ylc.edu.tw/ （页面存档备份，存于）     |
| 15 | 國立虎尾高級農工職業學校       | 技術型       | 雲林縣虎尾鎮博愛路65號      | http://www.hwaivs.ylc.edu.tw/ （页面存档备份，存于）   |
| 16 | 國立西螺高級農工職業學校       | 技術型       | 雲林縣西螺鎮大同路4號       | http://www.hlvs.ylc.edu.tw/ （页面存档备份，存于）     |
| 17 | 國立北港高級農工職業學校       | 技術型       | 雲林縣北港鎮太平路80號      | http://www.pkvs.ylc.edu.tw/ （页面存档备份，存于）     |
| 18 | 國立土庫高級商工職業學校       | 技術型       | 雲林縣土庫鎮中央路2號       | http://www.tkvs.ylc.edu.tw/ （页面存档备份，存于）     |
| 19 | 雲林縣私立大成高級商工職業學校 | 技術型       | 雲林縣虎尾鎮成平街21號      | http://www.tcvhs.ylc.edu.tw/ （页面存档备份，存于）    |
| 20 | 雲林縣私立大德高級工商職業學校 | 技術型       | 雲林縣斗南鎮大同路400號     | http://www.ddvs.ylc.edu.tw/ （页面存档备份，存于）     |
| 21 | 國立雲林特殊教育學校           | 國立特殊學校 | 雲林縣斗南鎮新崙路100號     | https://www.nyses.ylc.edu.tw/ （页面存档备份，存于）   |